# Antey-Saint-André
Antey-Saint-André (fr. AFI: [ɑ̃tɛj sɛ̃t‿ɑ̃dʁe]  - Antèy in patois valdostano) comune italiano sparso di 556 abitanti della bassa Valtournenche, valle laterale della Valle d'Aosta.

## Geografia fisica

### Territorio
È il primo comune della Valtournenche e una località turistica situata a 1074 m s.l.m. alla base delle montagne che precedono il massiccio del Tantané. Il paesaggio è costituito da vasti prati sovrastati da boschi di conifere e aiutati da un clima temperato e dalla felice posizione del territorio al riparo di venti dominanti.
L'ambiente naturale del comune è praticamente intatto se si eccettua l'area occupata dalla centrale elettrica costruita ed entrata in funzione nel 1926 e che sfrutta le acque del Marmore. Interessante è il lago di Lod, situato a 1472 m s.l.m. le cui rive sono occupate dalla tipica canna di palude (Phragmites australis) e da molte altre specie botaniche ormai in via di estinzione.
Dista circa 33 chilometri ad est da Aosta.
- Classificazione sismica: zona 4 (sismicità molto bassa)[5]

## Storia

### Le origini
Fin dalle epoche preistoriche la valle in cui sorge il paese è stata un'area di passaggio. Nei pressi di Navillod sono stati rinvenuti i resti di un sepolcreto romano, testimoniando la presenza umana nella zona fin dal Neolitico.
Le tracce del periodo romano sono poche: tra Fiernaz (pron. "Fièrna") e Antey sono stati effettuati ritrovamenti di fibule a navicella in bronzo, monete, manufatti in pietra ollare, frammenti ceramici risalenti all'epoca classica.
Lo stesso toponimo è probabilmente di origine romana, derivato forse dal patronimico Anthesius, per il quale tuttavia non esistono attestazioni documentarie.

### Il Medioevo

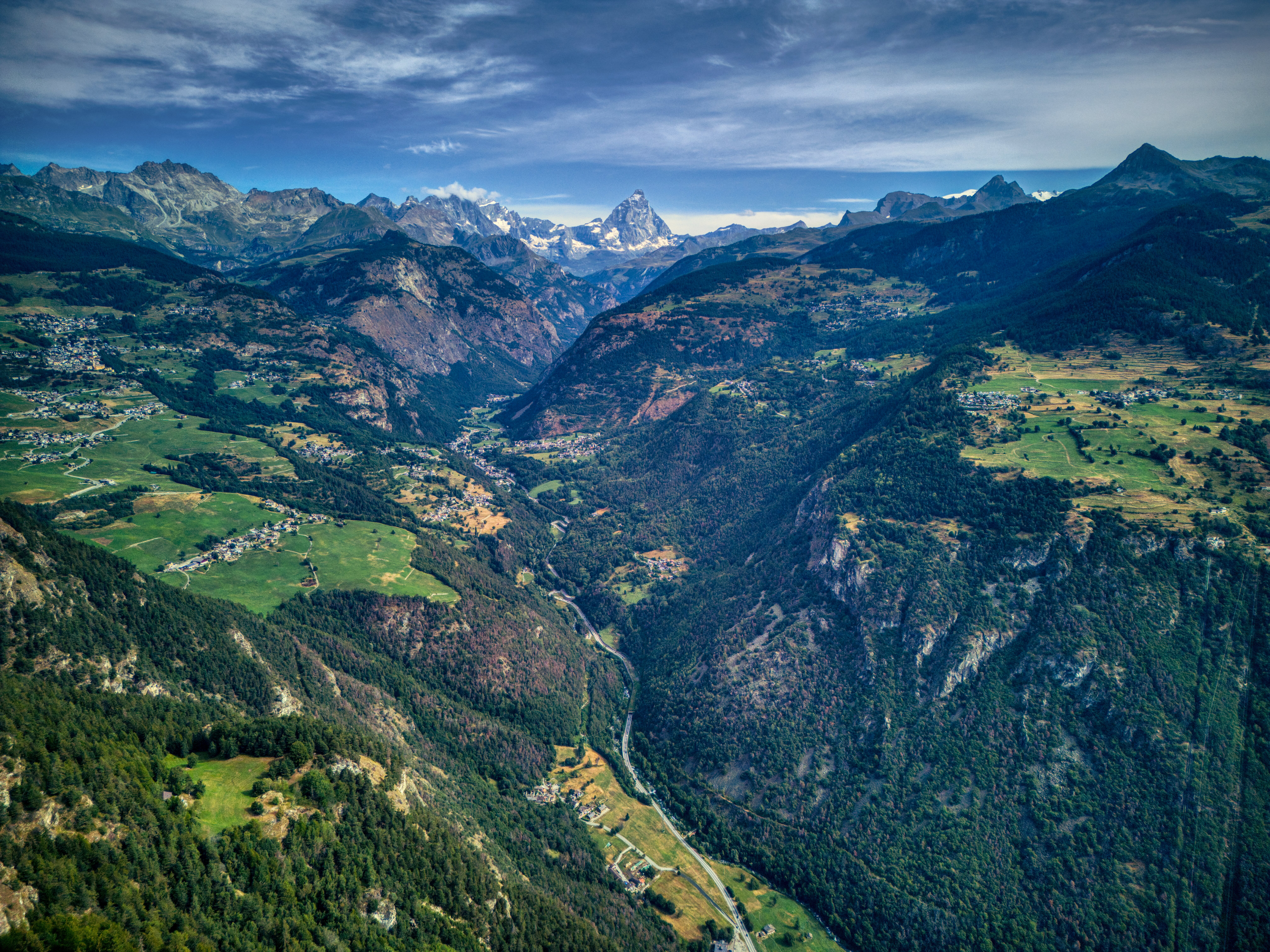
Antey-Saint-André nella media Valtournenche e, sullo sfondo, il Cervino.

In questo periodo storico la protagonista indiscussa della storia locale fu casa Challant, qui rappresentata dal ramo dei signori di Cly, discendenti da Bosone III che nel 1212 appare in un investitura e da Bosone IV considerato il capostipite della famiglia. Ebbe due figli: Bonifacio (Boniface) e Goffredo (Godefroy), che negli anni 1293 e 1304 concessero franchigie ai sudditi di Torgnon e Antey. Sotto il loro dominio vi erano le località di: Antey, Chambave, Diémoz, Verrayes, Saint-Denis, e quasi tutto l'alto Vallese. A causa di una pessima situazione economica, dovettero tuttavia cedere per un certo periodo i loro territori della Valtournenche e Saint-Marcel. Il territorio passò a Bonifacio II alla morte dei due fratelli, poi a Pietro II e a suo fratello Gotofredo II, che si rivelarono dei signori tirannici e prepotenti.

### I Savoia

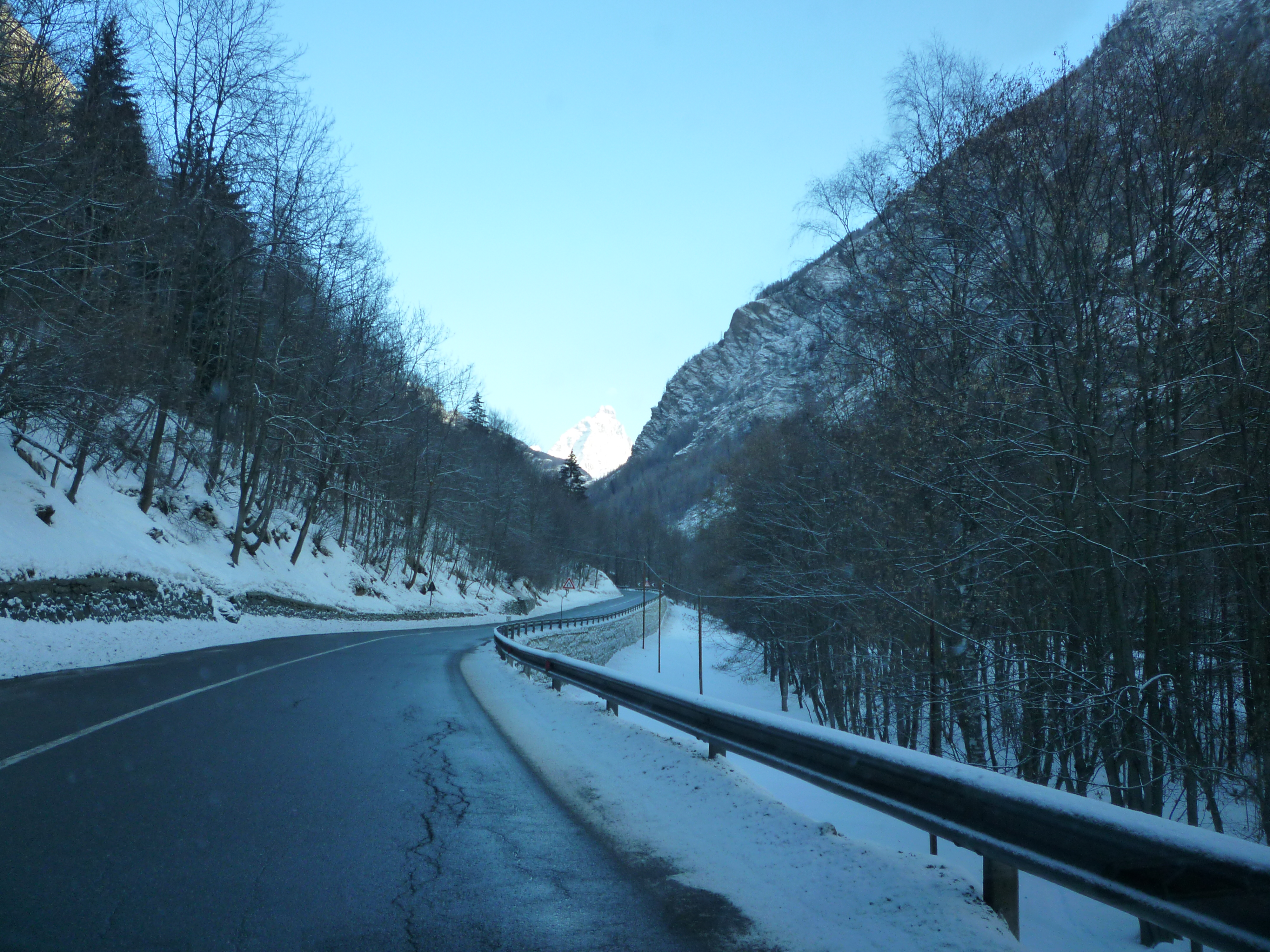
Il Cervino visto dalla SS406 nei pressi di Buisson

Nel 1331 l'intervento dei Savoia espropriò una prima volta Boniface de Cly. Nel 1351 inoltre il figlio Pierre II si rifiutò di consegnare il castello di Cly per le udienze generali del conte di Savoia, durante le quali, secondo lo storico valdostano Joseph-Gabriel Rivolin, ribadiva la propria sovranità sulla regione, amministrando direttamente la giustizia. A causa dell'atteggiamento vessatorio dei Signori di Cly, nel 1376, Amedeo VI di Savoia li privò definitivamente del feudo. In questo modo la Signoria di Cly divenne dominio diretto dei Savoia, interessati ovviamente al controllo dell'importante di questa via di comunicazione che grazie al colle del Teodulo portava nel Vallese.
Nel 1550 il territorio fu concesso al generale spagnolo Cristoforo Morales, alleato del duca dei Savoia. Morales venne accusato, nel 1554, di alto tradimento per cui il feudo passò a Jean Fabris di Doues, segretario di Stato e consigliere dei Savoia che nel 1562 ne acquistò i diritti da Emanuele Filiberto duca di Aosta per la somma di 8.000 scudi d'oro. La baronia di Cly, passò, dopo la morte del Fabris, a Pierre-Philibert Roncas che aveva sposato la nipote di quest'ultimo, Émérentienne de Vaudan, che, ancora in vita, lasciò i suoi possedimenti a Jacques-Antoine-Philibert Bergera. Nel 1726, questi morì, lasciando i suoi beni a Jacques-Antoine, che nel 1745 accettò l'offerta dei comuni di estinguere "i censi" e i "foages" in cambio della somma di 12.492 Lire. Nel 1778, il titolo di barone passò alla Casa di Gozani d'Olmo attraverso il matrimonio di Béatrice-Françoise Bergera con il marchese Gozani d'Olmo, che durò fino al 1843. Dopo la morte dell'ultimo marchese, il titolo ripassò alla famiglia du Cly.

### Era moderna
Entrato a far parte del Regno d'Italia dal 1939 al 1946 il paese subì l'italianizzazione del nome che fu trasformato in Antei Sant'Andrea. Antey prese parte attiva all'ultima fase della seconda guerra mondiale: nella Valtournenche operò infatti la brigata partigiana "Marmore", comandata da Celestino Perron, noto con il nome di battaglia "Tito". La Valtournenche fu teatro di azioni di guerriglia e sabotaggio organizzati dalla banda (prima autonoma, poi garibaldina), ma anche di pesanti rappresaglie tedesche ai danni sia della popolazione civile che dei combattenti della resistenza. Esempio ne è il feroce rastrellamento dell'ottobre 1944 in cui persero la vita diversi uomini, tra i quali il giovane partigiano Giorgio Ravaz.

### Simboli
Lo stemma e il gonfalone del comune sono stati concessi con decreto del presidente della Repubblica dell'8 novembre 1991.
La croce di Sant'Andrea ricorda il patrono della parrocchia locale; il leone d'oro in campo rosso e nero costituisce una variante dell'emblema regionale (partito di rosso e di nero, al leone d'argento, attraversante sulla partizione); gli abeti ricordano il vasto patrimonio boschivo che caratterizza il territorio comunale.

Gonfalone comunale.

Il gonfalone è un drappo partito di azzurro e di rosso.

## Monumenti e luoghi d'interesse
Secondo lo storico valdostano Jean-Antoine Duc, la fondazione della parrocchia di Antey risalirebbe al VI secolo. Sicuramente il territorio occupava tutta la sinistra orografica del Marmore, comprendendo La Magdeleine, Chamois e parte dell'attuale comune di Valtournenche. Invece, Torgnon, che si estende sulla destra orografica del Marmore, venne separato da Antey nel 1249.

### Architetture religiose
- La parrocchia di Antey venne citata per la prima volta nel 1176 grazie ad una bolla papale emessa da Alessandro III, in cui dichiarava di prendere sotto la sua protezione la diocesi aostana a cui apparteneva Antey. Dopo il 1184 prende forma una piccola comunità di monache agostiniane del monastero di Santa Caterina di Leuéche, profughe dal Vallese. Tale comunità si trasferì comunque pochi anni dopo nel territorio di Saint-Denis e successivamente ad Aosta. La parrocchia passò nel XIII secolo sotto la giurisdizione della prevostura di Saint-Gilles di Verrès e vi rimase fino alla fine dell'Ottocento. Nel XVI secolo, Antey-Saint-André dovette affrontare la comparsa, avvenuta tra il 1522 e il 1523 del Protestantesimo, che fu osteggiato dal vescovo di Aosta proibendo per alcuni anni la predicazione da parte dei sacerdoti stranieri. Nel 1749 venne richiesta la separazione ufficiale della parrocchia di La Magdeleine da quella di Antey, che venne soddisfatta solo dopo una seconda richiesta presentata quarant'anni dopo nel 1789.
- La chiesa parrocchiale di Sant'Andrea pare essere stata costruita presso i resti di una casaforte medioevale del 1364[13]. Della costruzione preesistente sarebbe rimasta solo una torre, successivamente incorporata nel 1555 nell'attuale struttura del campanile, la cui cella, traforata con bifore con archi a sesto acuto, è attualmente sovrastata da una cuspide ottagonale. L'interno è a pianta rettangolare a tre navate, rivela evidenti tracce di successive stratificazioni con una linea architettonica non omogenea. La trave dell'arco centrale è dipinta con cornici in legno dorato con ghirlande di fiori e frutti, mentre la tribuna ottocentesca dell'organo è realizzata con pannelli in noce, intagliati con motivi a rami fogliati e strumenti musicali. Pregevole il portale tardo gotico in pietra lavorata.
- La cappella di Santa Barbara costruita nel 1722 in località Hérin.
- La piccola chiesa di Fiernaz (pron. "Fièrna") dalla tipica facciata dipinta in località Hérin.

### Architetture civili
Sono presenti alcuni rascards, delle case di montagna tipiche della civiltà walser. Se ne possono ammirare alcuni a Avout e a Hérin.

### Aree naturali
- Gli ambienti glaciali del gruppo del Monte Rosa sono un sito di interesse comunitario e una zona di protezione speciale (cod. SIC/ZPS: IT1204220, 8645 ha)

## Cultura
- Nella vecchia sede della magistratura, detta Casa Engaz o Maison Engaz, oggi ha sede la biblioteca e vi è stato anche allestito un piccolo museo etnografico, con una sala per la "Un tempo la veillà nella stalla", dedicata alla ricostruzione della vita famigliare durante la veillà.[14]

## Società

### Evoluzione demografica
Abitanti censiti

## Economia
Un tempo tipico paese di media montagna, oggi Antey-Saint-André è divenuto una stazione turistica di prestigio, soprattutto apprezzata nel periodo estivo.
Come in molti comuni valdostani anche nel comune di Antey si produce energia idroelettrica. La centrale idroelettrica di Covalou, in gestione alla CVA, sfrutta le acque del torrente Marmore e quelle dei ru Gran Chamois, Torgnon, Antey, e Promiod.
Importante e tipica è anche la lavorazione del legno finalizzata alla realizzazione di vari oggetti, quali statuine e sabot.

## Eventi
- Fiera dell'artigianato (Foire de l'artisanat) per allievi scultori e intagliatori - in agosto[19];
- Sagra delle mele (Fête des pommes) - seconda domenica di ottobre[20].
- Rappresentazioni storiche - metà di Luglio

## Escursioni
Tra le molte escursioni in zona è da segnalare l'ascesa a La Magdeleine, raggiungibile partendo da Avout, e seguendo la strada carrozzabile fino alla mulattiera di Les Seingles, la quale parte a sua volta da Nuarsaz (pron. "Nüarsà") e arriva al pianoro di Chamois.
È possibile raggiungere Chamois anche tramite la funivia da Buisson.

## Amministrazione[21]
| Periodo | Periodo   | Primo cittadino     | Partito | Carica  | Note |
| ------- | --------- | ------------------- | ------- | ------- | ---- |
| 1945    | 1946      | Battista Pellissier |         | Sindaco |      |
| 1946    | 1956      | Luigi Navillod      |         | Sindaco |      |
| 1956    | 1967      | Mario Navillod      |         | Sindaco |      |
| 1967    | 1970      | Grato Chatrian      |         | Sindaco |      |
| 1970    | 1975      | Gilberto Déjanaz    |         | Sindaco |      |
| 1975    | 1980      | Rinaldo Vittaz      |         | Sindaco |      |
| 1980    | 1981      | Gilberto Déjanaz    |         | Sindaco |      |
| 1981    | 1986      | Ferdinando Barrel   |         | Sindaco |      |
| 1986    | 1995      | Roberto Brunod      |         | Sindaco |      |
| 1995    | 2000      | Marco Poletto       |         | Sindaco |      |
| 2000    | 2015      | Roberto Brunod      |         | Sindaco |      |
| 2015    | 2020      | Mario Bertuletti    |         | Sindaco |      |
| 2020    | 2024      | Marco Poletto       |         | Sindaco |      |
| 2024    | in carica | Nicole Chatrian     |         | Sindaco |      |

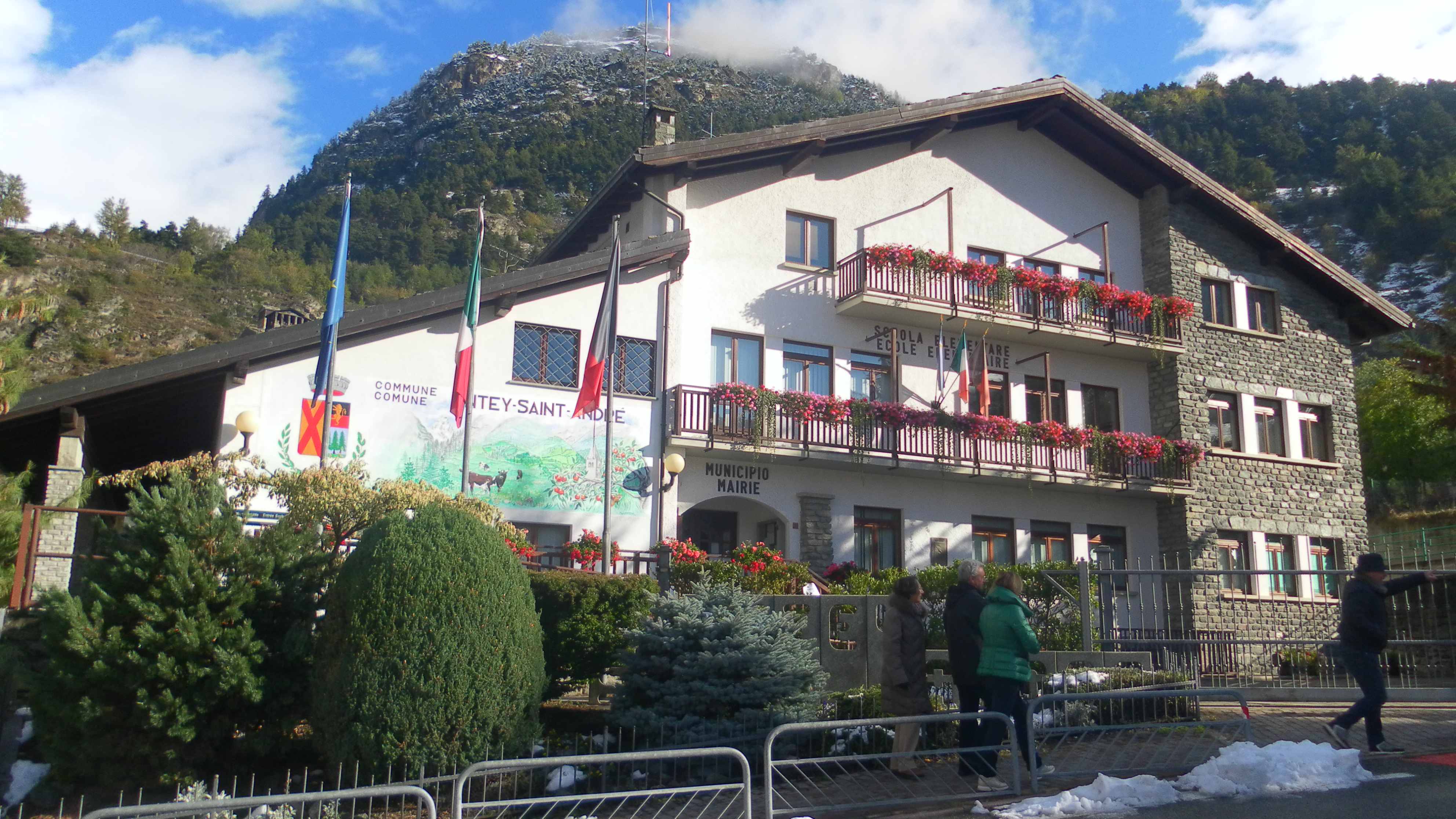
Il municipio

Fa parte dell'Unité des Communes valdôtaines Mont-Cervin.

### Gemellaggi
- Mornac-sur-Seudre, dal 1989
- Les Mathes, dal 1989
- Sant'Andrea Apostolo dello Ionio, dal 2004

## Sport
In questo comune si gioca sia a palet che a tsan, caratteristici sport tradizionali valdostani.

## Galleria d'immagini

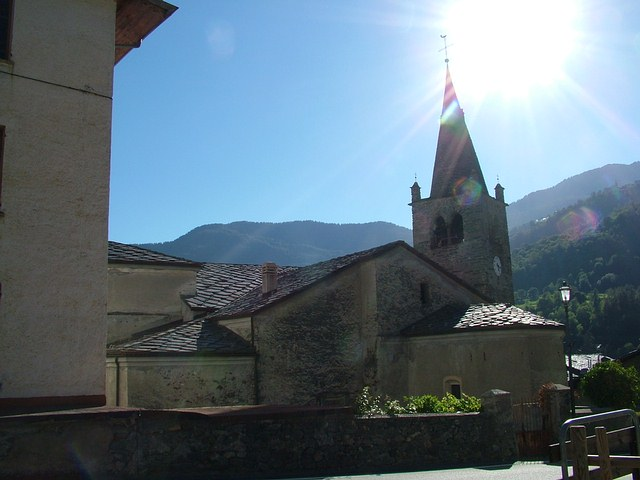
La chiesa di Sant'Andrea
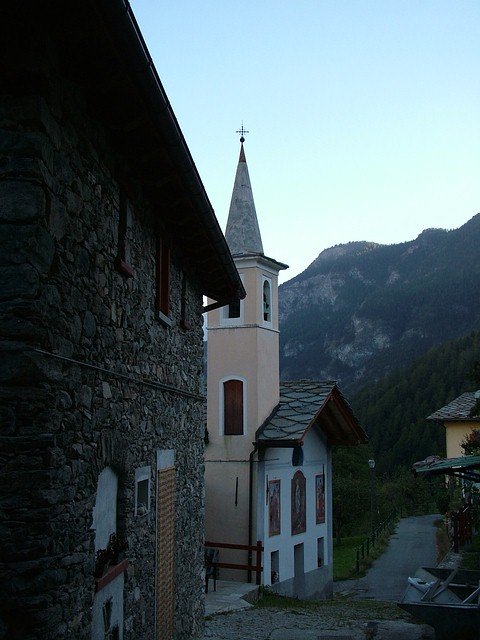
La cappella di Santa Lucia, Madonna d'Oropa e San Rocco al villaggio Cérian
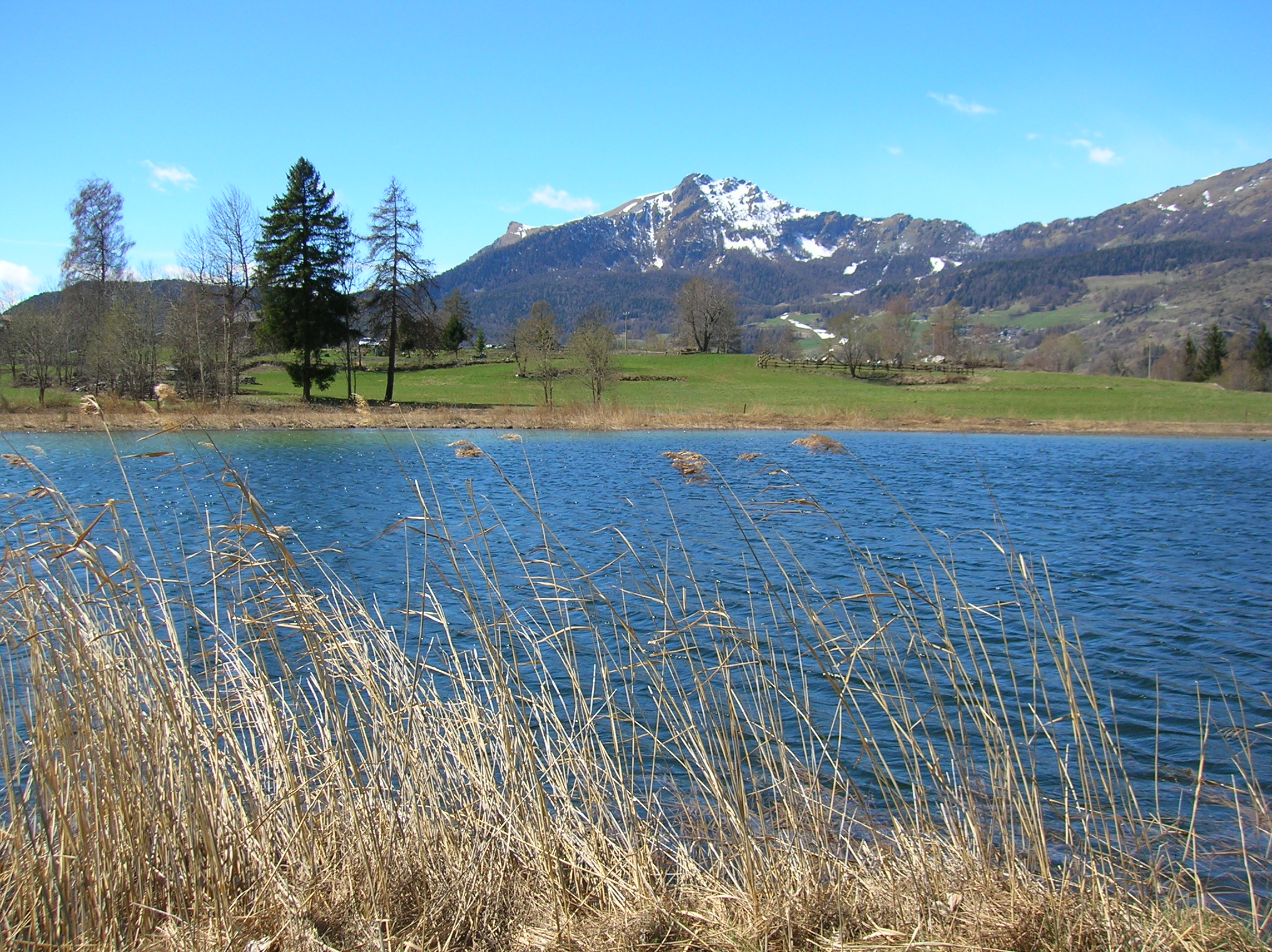
Il Lago di Lod, a 1470 m s.l.m.
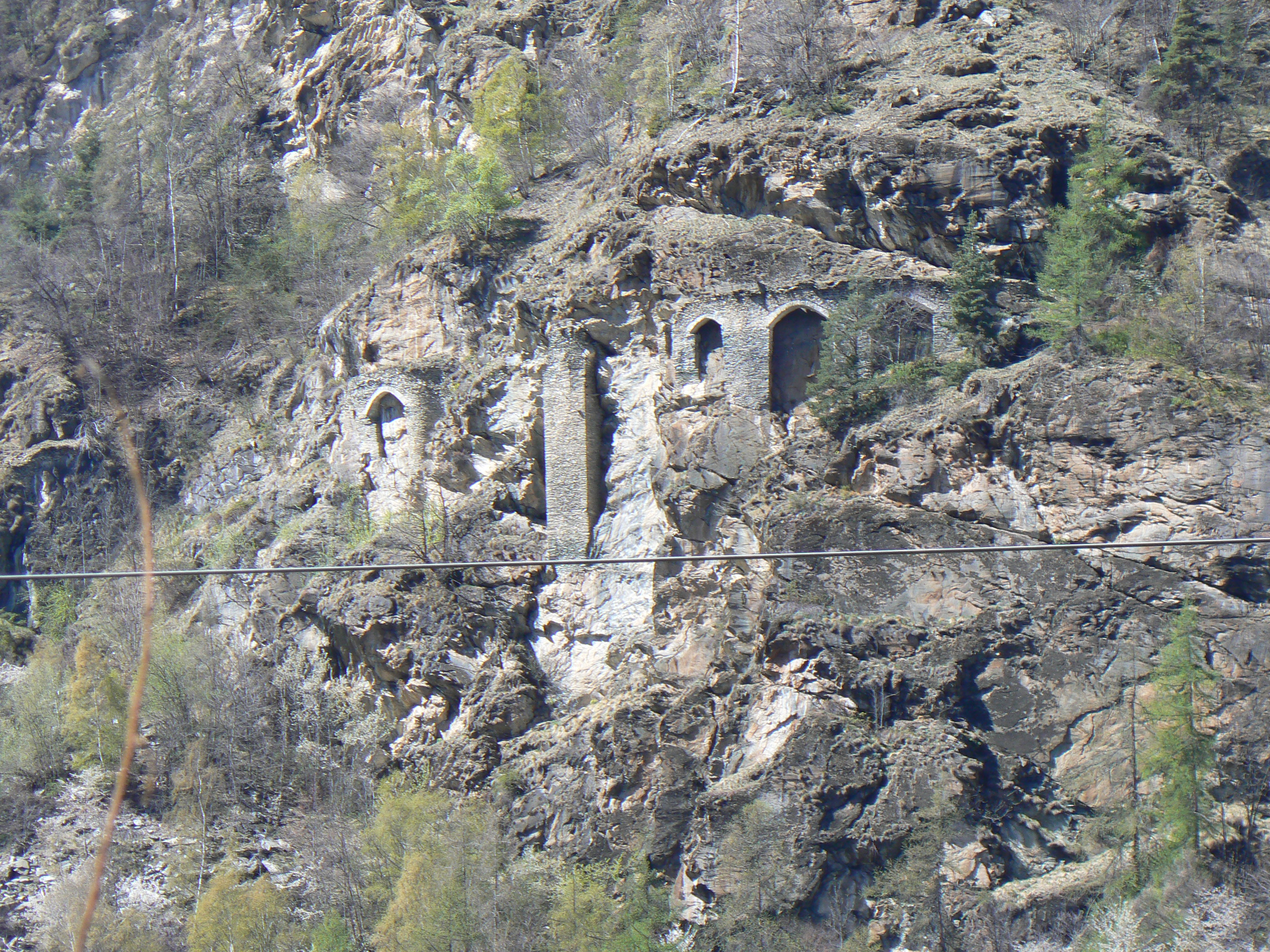
Il Ru du Pan Perdu